# Nymphicula tripunctata
Nymphicula tripunctata là một loài bướm đêm trong họ Crambidae.